# اسکوورچیخا
اسکوورچیخا (انگلیسی: Skvorchikha) یک شهرک در شهرستان ایشیمبایسکی استان باشقیرستان کشور روسیه است.